# 李我珥
李我珥（1984年—）是大韩民国女演员。出身于全羅南道求禮郡。她是日本日本大学的毕业生。被称为小张真英。

## 出演戏剧

### 电视剧
- SBS《我也要去》（2006）
- KBS《漢城別曲-正》（2007）
- MBC《太王四神記》（2007）
- KBS《自由人李會榮》（2010）饰 洪正和
- MBC《光與影》（2011）饰 金桂顺
- KBS《大王之夢》（2012）饰 钗菲
- KBS《一片丹心蒲公英》（2014）饰 宋秀子
- KBS《秘密的女人》（2023）

### 电影
- 《大韩民国1%》（2010）饰 李由美
- 《德水里五兄弟》（2014）饰 贤正